# Лоэшбор, Эмануэль
Эмануэль Себастьян Лоэшбор (исп. Emanuel Sebastián Loeschbor; 16 октября 1986 года, Кордова) — аргентинский футболист, играющий на позиции защитника. Имеет гражданство Мексики.

## Клубная карьера
Эмануэль Лоэшбор начинал свою карьеру футболиста в аргентинском клубе «Расинг» из своего родного города. С середины 2006 года он представлял «Кильмес». 10 июня 2007 года Лоэшбор дебютировал в аргентинской Примере, выйдя на замену в гостевом матче с «Индепендьенте». Затем он выступал за команды низших аргентинских лиг «Соль де Америка», «Хувентуд Антониана», «Соль де Америка», а также за испанский клуб Сегунды Б «Гава».
В середине 2012 года Лоэшбор стал футболистом «Торос Несы», выступавшей в мексиканской лиге Ассенсо МХ.  Сезон 2013/14 он отыграл за другую команду той же лиге «Крус Асуль Идальго». В середине 2014 года аргентинец перешёл в «Крус Асуль». В его составе он выиграл Лигу чемпионов КОНКАКАФ 2013/14, отыграв два полуфинальных и два финальных матча этого турнира.
С начала 2016 года Эмануэль Лоэшбор играет за мексиканский клуб «Монаркас Морелия». 21 сентября 2016 года он забил свой первый гол на высшем уровне, отметившись в домашнем поединке против «Пачуки».

## Достижения
«Крус Асуль»
- Победитель Лиги чемпионов КОНКАКАФ (1): 2013/14

 «Атлетико Морелия»
- Финалист Кубка Мексики (1): Кл. 2017